# Francisco Maximiliano de Sousa

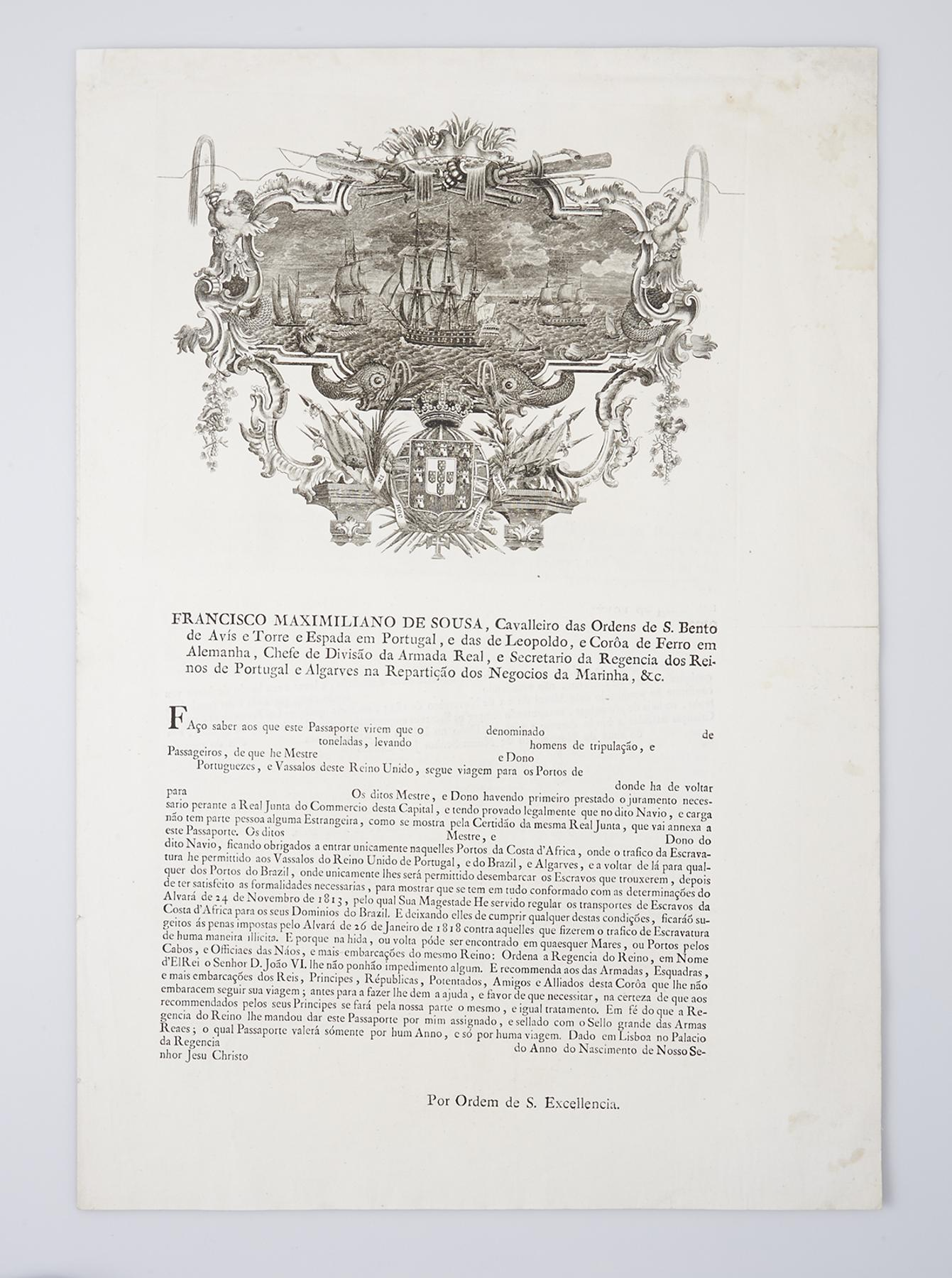
Formulário de passaporte para as embarcações portuguesas que se destinavam ao tráfico lícito de escravos passado em seu nome (1821).

Francisco Maximiliano Ferreira Monte de Sousa (Lisboa, Santos-o-Velho, 15 de agosto de 1775 — Lisboa, 28 de setembro de 1835) foi um oficial da Armada Portuguesa que, entre outras funções de relevo, foi Secretário de Estado da Marinha e Ultramar do governo da Regência de 1821. No posto de chefe-de-esquadra, em 1822 comandou uma expedição naval ao Brasil de que resultaria um longo e complexo processo em conselho de guerra ao ser acusado de não ter obedecido às instruções que recebeu da Secretaria de Estado dos Negócios da Marinha, relativamente ao comando da expedição de que estava encarregado.

## Biografia
Era filho do sargento-mor de Cavalaria Carlos António Ferreira Monte, e de sua mulher Maria Rosa de Sousa Vieira. Foi o sexto dos treze filho do casal, entre os quais se contam: o marechal de campo Domingos Bernardino Ferreira de Sousa; o tenente-general e diretor da Academia de Belas Artes de Lisboa João José Ferreira de Sousa; e o tenente-general Pedro Paulo Ferreira de Sousa, o 1.º barão de Pernes.
Aos 14 anos de idade, a 18 de janeiro de 1789, ingressou na Armada Real como aspirante a guarda-marinha, por proposta do comandante da Academia Real dos Guardas Marinhas, Manuel Carlos da Cunha e Távora, o conde de São Vicente. Em 24 de dezembro de 1789 foi promovido ao posto de guarda marinha, encontrando-se ao tempo embarcado. Foi promovido a sub-brigadeiro da 2.ª brigada por aviso de 28 de dezembro de 1791; a brigadeiro da mesma brigada por aviso de 12 de junho de  1792, sendo nomeado chefe daquela brigada por aviso de 24 de janeiro de 1793. Foi promovido a segundo-tenente em 6 de fevereiro de 1793 e a primeiro-tenente em 10 de setembro de 1795. Ingressou na classe de comandante com a promoção a capitão-tenente em 20 de outubro de 1796 e em 1801 encontrava-se embarcado na fragata Minerva, navio de 44 canhões que se perderia perto do Sri Lanka em 1809. Foi promovido a capitão-de-fragata em 17 de dezembro de 1806.
No posto de capitão-de-fragata foi nomeado comandante do bergantim Voador, o qual viria a integrar a esquadra que acompanhou o príncipe regente D. João e a restante família real portuguesa  na transferência da corte portuguesa para o Brasil, partindo de Lisboa em 29 de novembro de 1807. No ano seguinte, por decreto de 8 de março, foi promovido a capitão-de-mar-e-guerra. Até 1820 ficou integrado no Corpo da Armada Real no Brasil, com base na cidade do Rio de Janeiro, onde lhe nasceram alguns dos filhos.
Em 1816, ainda no posto de capitão-de-mar-e-guerra, elaborou uma interessante memória, dirigida ao então Secretário de Estado dos Negócios do Reino, António de Araújo e Azevedo, o 1.º conde da Barca, intitulada Memória sobre a dificuldade de fazer guerra em país cortado de rios e canais como no Rio da Prata, no qual apresenta algumas sugestões acerca da melhor forma da Divisão de Voluntários Reais atuar no teatro de operações do Rio da Prata, em hum pais cortado de rios, sem o auxílio da Marinha de Guerra e de um tipo específico de embarcação concebidas para o efeito.
Para além do interesse técnico e tático que o texto suscita sobre o momento histórico de 1816 e a iminente campanha portuguesa sobre a Banda Oriental, Francisco Maximiliano de Sousa refere também expressamente uma apresentação que o almirante Sidney Smith (1764-1840) fez no Rio de Janeiro em 1809 e um exercício que decorreu a 5 de junho de 1809 na baía de Botafogo, com a presença do príncipe regente D. João, demonstrando o uso e benefício das embarcações sugeridas.
Ainda no Rio de Janeiro, foi nomeado chefe-de-divisão graduado a 15 de novembro de 1817 e promovido chefe-de-divisão efetivo da Armada Real a 13 de maio de 1819. Regressou a Portugal em 1820.
Em 29 de janeiro de 1821 foi eleito pelas Cortes Gerais e Extraordinárias da Nação Portuguesa para o cargo de Ministro e Secretário de Estado da Marinha e Ultramar do Conselho de Regência de 1821, o governo presidido por Manuel António de Sampaio, o conde de São Payo, que ficaria conhecido como a Regência de 1821. Exerceu esse cargo de 1 de fevereiro a 4 de julho de 1821, sendo o conselho extinto nesta última data com a nomeação por D. João VI de um novo governo. Concomitantemente, e por inerência de funções, neste período foi presidente do Conselho do Almirantado.
Terminadas as suas funções governativas, a 17 de novembro de 1821 foi aprovado pela pluralidade dos Conselheiros de Estado para o comando da nau D. João VI. Em janeiro de 1822, como comandante daquela nau foi-lhe confiado o comando de uma expedição a Pernambuco e ao Rio de Janeiro no contexto da nascente guerra da independência brasileira. A esquadra capitaneada pela D. João VI integrava a fragata Real Carolina, as charruas Conde de Peniche, Orestes e Princesa Real e os transportes Fenix e Sete de Março. A esquadra levava a bordo um batalhão de infantaria, um regimento provisório, uma brigada de artilharia e uma companhia de condutores, um total de 1 200 homens sob o comando do coronel António Joaquim Rosado. A esquadara chegou ao Rio de janeiro a 9 de março de 1822,  mas foi proibido desembarque e recusada a ordem de transportar o príncipe real para Lisboa, num ato de ostensiva rebeldia às Cortes.
Em consequência, a expedição não decorreu de acordo com o previsto, pois fora encontrar o Rio de Janeiro sublevado. Partiu do Rio de Janeiro a 23 de março, com mais de dois terços da expedição transportada a ficarem nos quartéis da cidade. Chegado a Lisboa a 3 junho de 1822, Francisco Maximiliano de Sousa prevenia as Cortes de que pior poderia ter sido, não lhe sendo dado senão render à discrição toda a esquadra e tropa, sem possibilidade de resistência, se assim lhe tivesse sido exigido e afirmava a expedição tinha sido enviada com hostilidade manifesta contra as incessantes reclamações dos deputados brasileiros nas Cortes.
Em consequência das suas decisões, foi acusado de não ter obedecido às instruções que recebeu da Secretaria de Estado dos Negócios da Marinha, relativamente ao comando da expedição de que estava encarregado. Foi preso a 16 de outubro de 1822, por ordem da Secretaria de Estado dos Negócios da Marinha e por resolução das Cortes Gerais e Extraordinárias da Nação Portuguesa, e julgado em conselho de guerra. Depois de um conturbado processo e inconclusivo processo, acabou amnistiado por perdão real.
Após este episódio, foi ainda nomeado Intendente da Marinha do Porto e Beira Mar das Províncias do Norte, por decreto de 20 de fevereiro de 1827.
Faleceu no posto de chefe-de-esquadra. Foi distinguido em 1811 com o grau de cavaleiro da Ordem de São Bento de Avis e com o grau de cavaleiro da Ordem da Torre e Espada, por decreto de 21 de dezembro de 1808 e portaria de 18 de fevereiro de 1809, datada do Rio de Janeiro. Era ainda e cavaleiro da Ordem Imperial de Leopoldo, da Áustria. Também foi condecorado com a Coroa de Ferro do Reino de Itália.
Casou com D. Ana José de Mesquita e Sousa, filha de Manuel de Mesquita Espinosa. O casal teve dois filhos:
1. Carlos Maximiliano de Sousa, que casou com Teresa Delfina de Sampaio Melo e Castro
2. Mariana Adelaide de Sousa, que casou com o general de divisão e comandante do Estado Maior, António Francisco de Melo Breyner.